# 139 př. n. l.

## Hlavy států
- Parthská říše – Mithradatés I. (171 – 139/138 př. n. l.) » Fraatés II.? (139/138 – 128 př. n. l.)
- Egypt – Ptolemaios VIII. Euergetés II. (144 – 116 př. n. l.)
- Numidie – Micipsa
- Čína – Wu-ti (dynastie Západní Chan)